# بنزوات النحاس
 بنزوات النحاس مركب كيميائي له الصيغة Cu(C6H5CO2)2 ، ويكون على شكل مسحوق بلوري أزرق مخضر، وهو ملح النحاس لحمض البنزويك.

## الخواص
- ينحل مركب بنزوات النحاس في الأسيتونتريل مشكلاً ديميرات لها بنية بلورية تتألف من أيونات نحاس مرتبطة مع بعضها البعض بأربع مجموعات بنزوات وربيطات معتدلة من جزيئات الأسيتونتريل.[2]
- يتميز بنزوات النحاس بخواص مغناطيسية حديدية مضادة عند درجات حرارة منخفضة جداً قريبة من الصفر المطلق.[3]

## التحضير
يحضر تفاعل بنزوات النحاس من تفاعل حمض البنزويك مع كربونات النحاس الثنائي  حسب المعادلة:
2HC7H5O2 + CuCO3 → Cu(C7H5O2)2 + H2O + CO2

## الاستخدامات
- يستخدم بنزوات النحاس في الألعاب النارية حيث يمزج عادة مع فوق كلورات الأمونيوم ليصدر اللون الأزرق.[5]

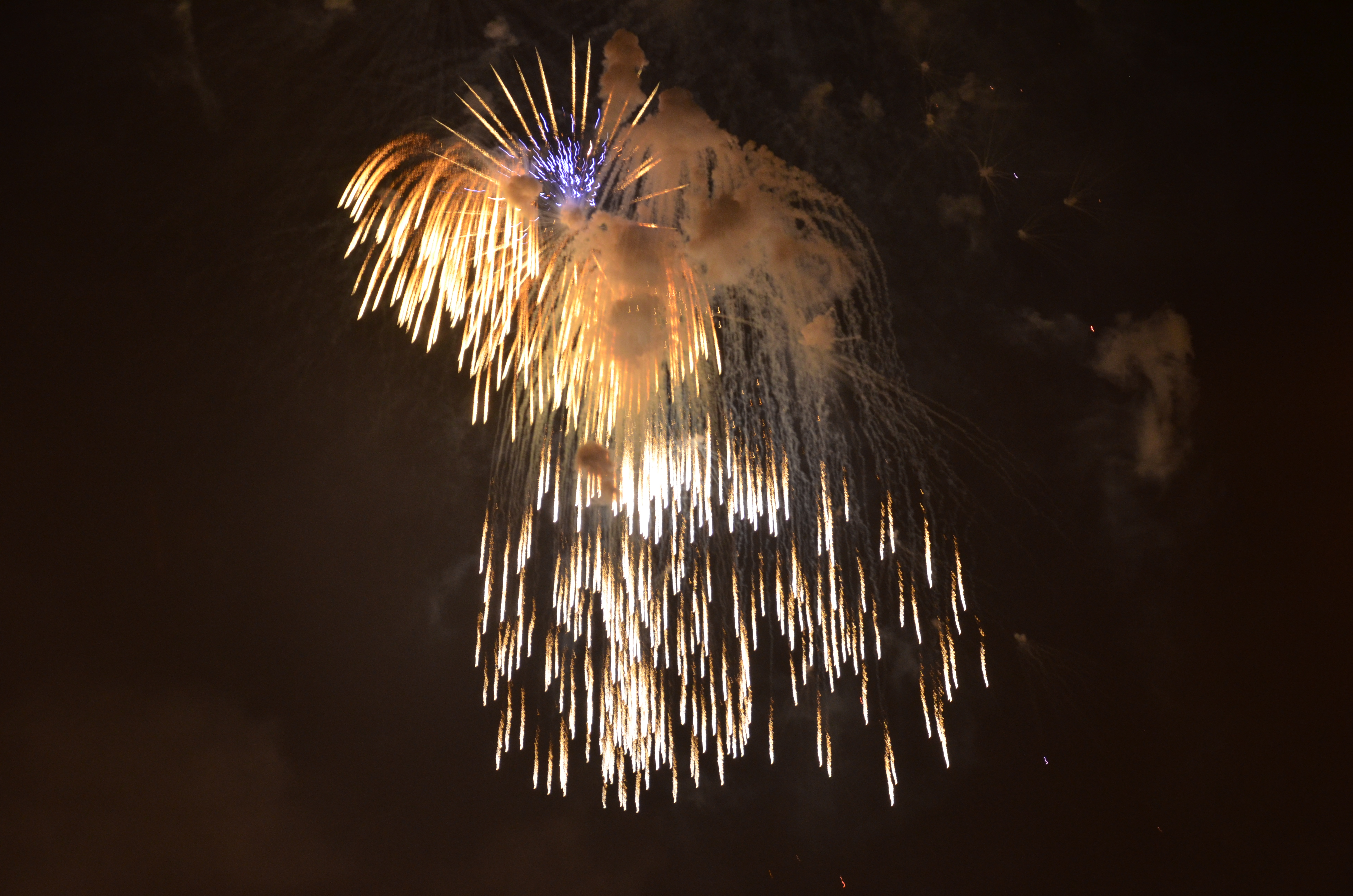
اللون الأزرق في الألعاب النارية

- تستخدم جزيئات بنزوات النحاس كوحدات بنائية في مجال الأبحاث الكيميائية من أجل تحضير شبكات ثنائية الأبعاد حاوية على تيجان فلزية Metallacrown ذات فعالية ضوئية.[6]